# Ла Гомба (Вербано-Кузио-Осола)
Ла Гомба је насеље у Италији у округу Вербано-Кузио-Осола, региону Пијемонт.
Према процени из 2011. у насељу је живело 2 становника. Насеље се налази на надморској висини од 1240 м.